# Haláruslány kút

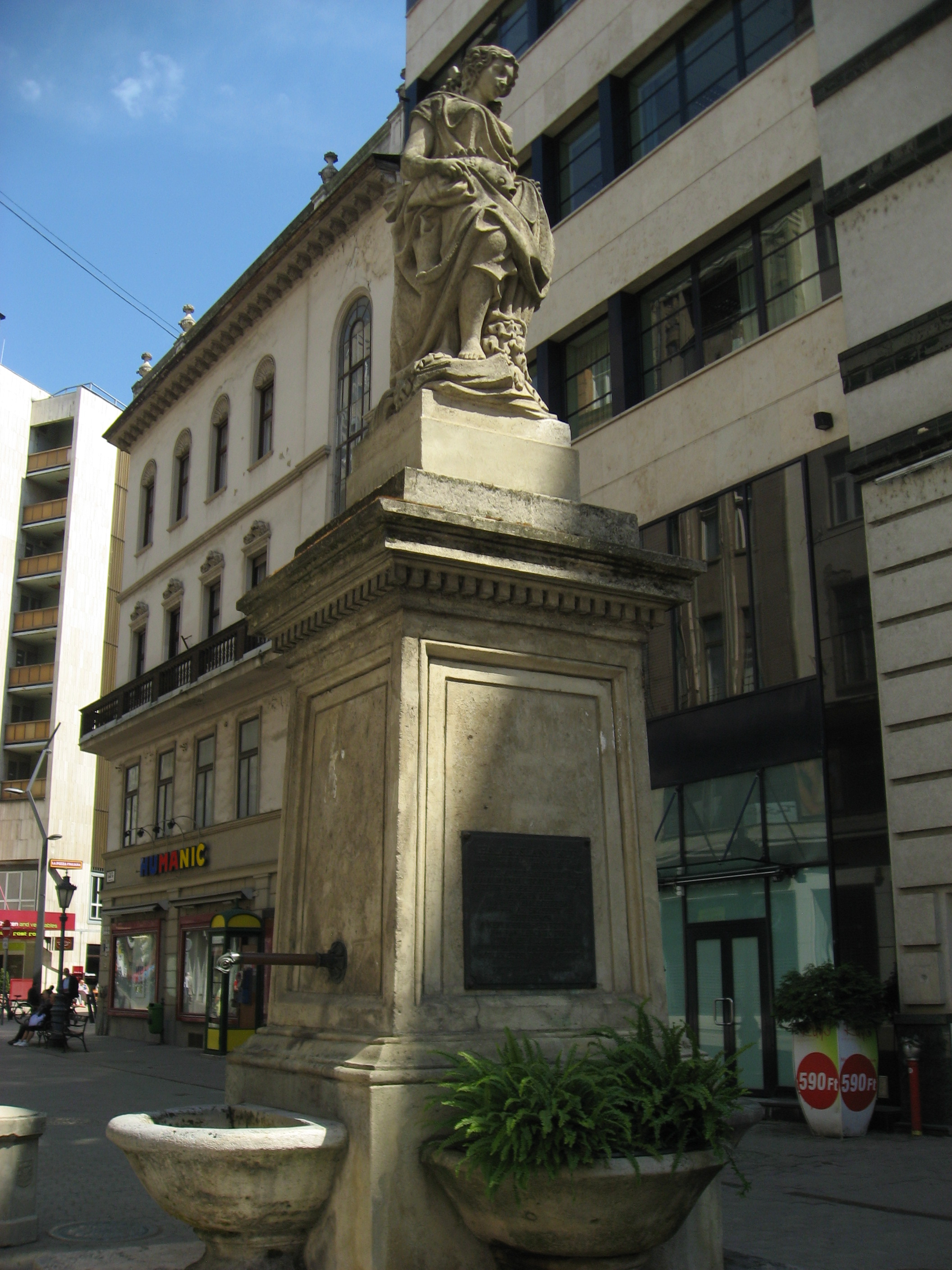
A kút

A Haláruslány kút (más néven Halászlány-kút vagy Halász-kút) Budapest egyik köztéri szobra, klasszicista ivókút. 1862-ben készült, a szobrász Dunaiszky László, az építő Gottgéb Mátyás. Az V. kerületi Kristóf téren található.

## Története
A szobor és kút a pesti halászok céhének megrendelésére készült. 1862-ben állították fel először, eredetileg a halpiacként szolgáló Hal téren, egy 1847-ben felállított, és azóta tönkrement német-magyar feliratos közkút helyére. A szobor lepelbe burkolt nőalakot ábrázol, kezében hallal, lépcsős talapzaton. A talapzat alsó négyzet alaprajzú, fekvőtéglány alakú tömbjéhez elöl és kétoldalt ívelt kőcsésze csatlakozik. A talapzat felső, felfelé keskenyedő, bélletmezőkkel díszített hasábját fogsoros főpárkány zárja le; a hasábból kétoldalt bronz vízköpők nyúlnak ki, a kifolyócsöveket díszítő delfinek Gubicz András vasöntödéjében készültek. Hátul karos kútkerék látható.
Az Erzsébet híd építésekor a Hal teret felszámolták, és a kút 1899-ben a Népligetbe került. 1964-ben útépítés miatt elbontották, kikerült a műemlékjegyzékből. Rajna György talált rá darabjaira egy raktárban; a szobrot ezután Lovas Sándor restaurálta, és 1985-ben felállították a Kristóf téren, nem messze eredeti helyétől. A helyreállítás emlékét emléktábla őrzi a kút elején.